# Bistum Phát Diệm

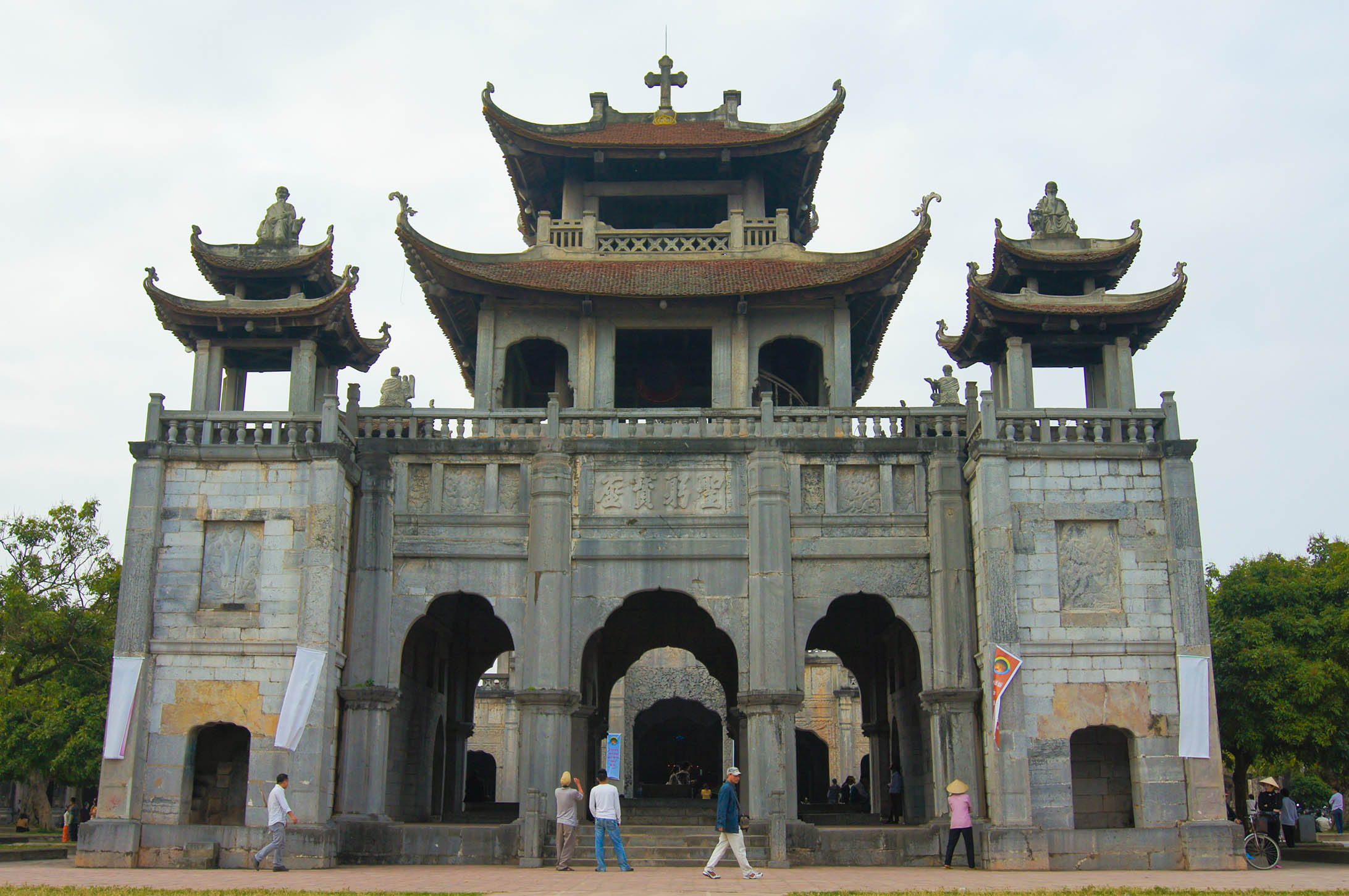
Kathedrale in Phát Diệm

Das Bistum Phát Diệm (lateinisch Dioecesis de Phat Diem, vietnamesisch Giáo phận Phát Diệm) ist eine in Vietnam gelegene römisch-katholische Diözese mit Sitz in Phát Diệm.

## Geschichte
Das Bistum Phát Diệm wurde am 15. April 1901 durch Papst Leo XIII. aus Gebietsabtretungen des Apostolischen Vikariates Ost-Tonking als Apostolisches Vikariat Küsten-Tonking errichtet. Am 3. Dezember 1924 wurde das Apostolische Vikariat Küsten-Tonking in Apostolisches Vikariat Phát Diệm umbenannt.
Das Apostolische Vikariat Phát Diệm wurde am 24. November 1960 durch Papst Johannes XXIII. mit der Apostolischen Konstitution Venerabilium Nostrorum zum Bistum erhoben und dem Erzbistum Hanoi als Suffraganbistum unterstellt.

## Ordinarien

### Apostolische Vikare von Küsten-Tonking
- Jean-Pierre-Alexandre Marcou MEP, 1901–1924

### Apostolische Vikare von Phát Diệm
- Jean-Pierre-Alexandre Marcou MEP, 1924–1935
- Jean-Baptiste Tong Nguyên Ba, 1935–1945
- Thaddée Anselme Lê Hữu Từ OCist, 1945–1959
- Paul Bùi Chu Tạo, 1959–1960

### Bischöfe von Phát Diệm
- Paul Bui Chu Tao, 1960–1998
- Joseph Nguyên Van Yên, 1998–2007
- Joseph Nguyen Nang, 2009–2019, dann Erzbischof von Ho-Chi-Minh-Stadt
- Peter Kiều Công Tùng, seit 2023